# Горний (Красносулинський район)
Горний — селище міського типу, адміністративний центр Горнинського міського поселення Красносулинського району Ростовської області.
Населення — 2408 осіб (2010 рік).

## Географія
Відстань до районного центру міста Красний Сулин — 20 км. Горний є північним передмстям міста Шахти.
У селища діє залізнична станція Гірнича.

## Історія
Селище Горний утворено у 1912 році при станції Гірнича, побудована для транспортування вугілля з шахт в районі Несвітая до міста Шахти.
У 1959 році отримало статус селища міського типу. Тоді населення складало 3665 осіб.
До 2004 року підпорядковувався адміністрації міста Красний Сулин й Красносулинського району.

### Вулиці
- Вулиця ІІІ п’ятирічки,
- Автодорожна вулиця,
- Вулиця Гагаріна,
- Кар'єрна вулиця,
- Комсомольска вулиця,
- Вулиця Леніна,
- Лісна вулиця,
- Вулиця Миру,
- Молодіжна вулиця,
- Первомайська вулиця,
- Вулиця Побєди,
- Привокзальна вулиця,
- Садова вулиця,
- Советська вулиця,
- Сонечна вулиця,
- Вулиця Соцтруда,
- Спортивна вулиця,
- Степна вулиця,
- Центральна вулиця,
- Шкільна вулиця,
- Шкільний провулок,
- Южна вулиця.

## Залізничний транспорт
У центрі Горного розташована залізнична станція Гірнича. Від станції залізниця відгалужується на південь — до міста Шахти; на заході — до станції Несвітай на північному заході міста Новошахтинськ, на північному заході — до міста Красний Сулин; на сході до станції Усть-Донецької.